# Angelo Ross
Angelo Ross (* 12. März 1911; † 23. September 1989 in Los Angeles, Kalifornien) war ein US-amerikanischer Filmeditor.

## Leben
Ross war in den 1930er Jahren als Unterhalter in Clubs tätig. Ab den 1950er Jahren war er als Filmeditor tätig. Gelegentlich arbeitete er auch als music editor. 
Für die Arbeit an Ein ausgekochtes Schlitzohr waren Ross und sein Kollege Walter Hannemann 1978 für den Oscar in der Kategorie Bester Schnitt nominiert.

## Filmografie (Auswahl)
- 1949: Wenn Eltern schweigen (Lost Boundaries)
- 1970: Das Kreuz und die Messerhelden (The Cross and the Switchblade)
- 1970: Kein Lied für meinen Vater (I Never Sang for My Father)
- 1977: Ein ausgekochtes Schlitzohr (Smokey and the Bandit)
- 1979: Jaguar lebt! (Jaguar Lives!)
- 1985: Master Blaster (Masterblaster)